# Regurgitação

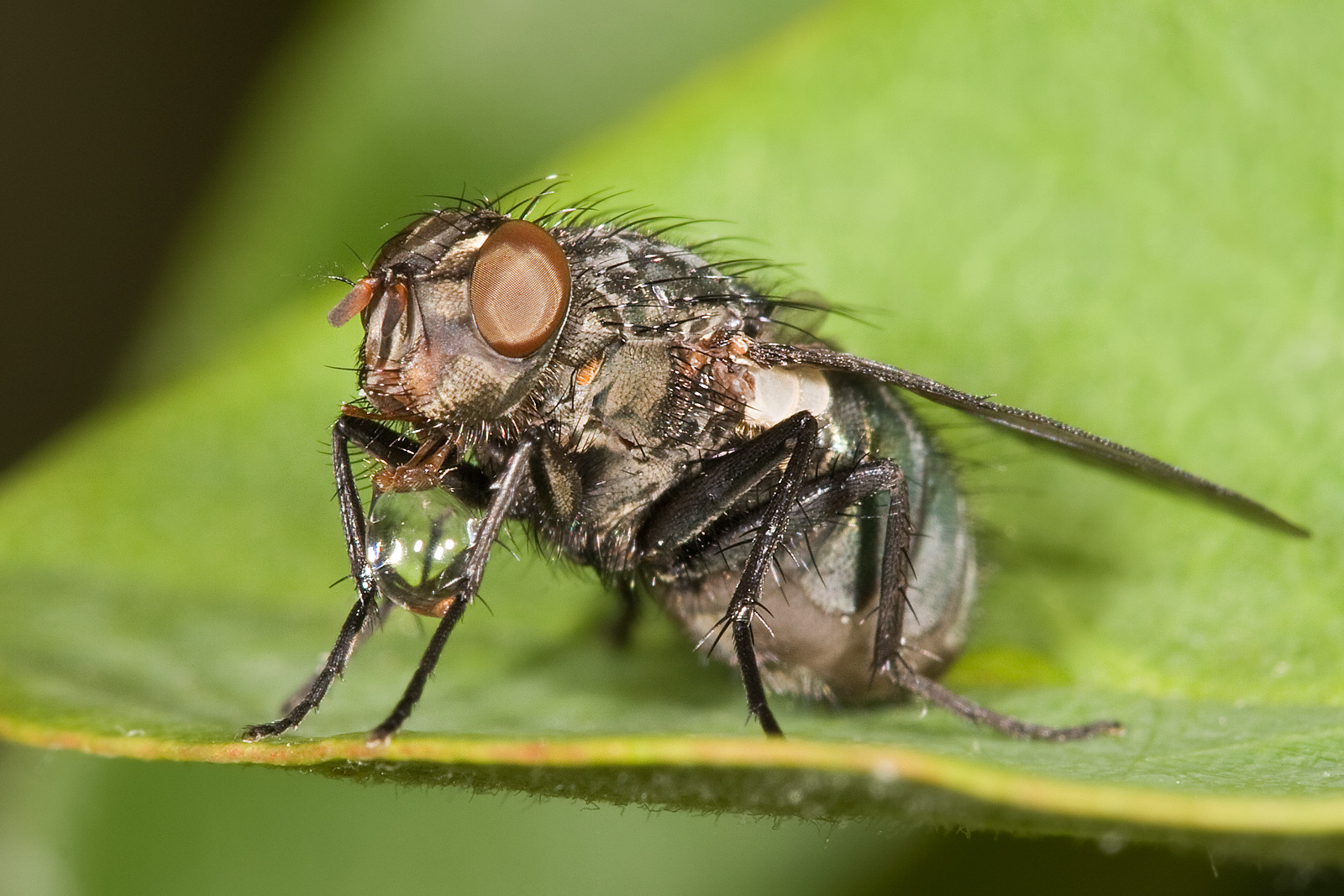
Mosca de carne, da família Sarcophagidae "soprando uma bolha". Uma explicação para esse comportamento é que ele concentra a refeição da mosca pelo processo de evaporação. A dieta da mosca da carne é muito rica em conteúdo de água. A mosca regurgita a porção líquida do alimento, retém-na enquanto a evaporação reduz o teor de água e a mosca então engole uma refeição muito mais concentrada sem o teor de água. Isso continua até que uma quantidade suficiente de líquido seja deixada para a mosca – Museu Australiano

A regurgitação é a expulsão de material da faringe, ou esôfago, geralmente caracterizada pela presença de alimentos não digeridos ou sangue.
A regurgitação é usada por várias espécies para alimentar seus filhotes. Isso ocorre normalmente em circunstâncias em que os filhotes estão em um local fixo e um dos pais deve procurar ou caçar comida, especialmente em circunstâncias em que o transporte de pequenas presas estaria sujeito a roubo por outros predadores ou toda a presa é maior do que pode ser levado para uma toca ou ninho. Algumas espécies de aves também ocasionalmente regurgitam pelotas de matéria indigerível, como ossos e penas.
Na maioria dos animais, é um processo normal e voluntário, ao contrário do complexo reflexo de vômito em resposta a toxinas.